# Світовий Тур ATP 2012
Світовий Тур ATP 2012 - всесвітній елітний професійний цикл тенісних турнірів, організований Асоціацією тенісистів-професіоналів для проведення сезону 2012 у тенісі. У 2012 році календар включає чотири турніри Великого шолому (проводяться Міжнародною федерацією тенісу), 9 турнірів серії Мастерс, турніри категорій 500, 250 та Олімпійський турнір.  Також до Туру входять Кубок Девіса та Фінал Світового Туру ATP. Крім того, до офіційного переліку турнірів входить Кубок Гопмана, за який очки учасникам не нараховуються.

## Розклад
Нижче наведено повний розклад турнірів на 2013 рік, включаючи перелік тенісистів, які дійшли на турнірах щонайменше до чвертьфіналу.
Ключ
| Турніри Великого шолома       |
| Фінал Світового Туру ATP      |
| Світовий Тур ATP Мастерс 1000 |
| Світовий Тур ATP 500          |
| Світовий Тур ATP 250          |
| Командні змагання             |

### Січень
| Тиждень           | Турнір | Переможець                                            | Фіналіст                         | Півфіналісти                                | Чвертьфіналісти                                                      |
| ----------------- | --- | ----------------------------------------------------- | -------------------------------- | ------------------------------------------- | -------------------------------------------------------------------- |
| 2 січня           | Кубок Хопмана Перт, Австралія Турнір змішаних команд МТФ $1,000,000 – Хард (п) – 8 команд (ГР)                                             | Чехія 2–1                                             | Франція                          | Груповий Раунд (Група A) Болгарія Данія США | Груповий Раунд (Група B) Іспанія Австралія Чилі                      |
| 2 січня           | Brisbane International Брисбен, Австралія Світовий Тур ATP 250 $494,230 – Хард – 28S/32Q/16D Одиночний розряд – Парний розряд              | Енді Маррей 6-1, 6-3                                  | Олександр Долгополов             | Бернард Томич Жиль Симон                    | Денис Істомін Маркос Багдатіс Радек Штепанек Сантьяго Хіральдо       |
| 2 січня           | Brisbane International Брисбен, Австралія Світовий Тур ATP 250 $494,230 – Хард – 28S/32Q/16D Одиночний розряд – Парний розряд              | Макс Мирний Деніел Нестор6-1, 6-2                     | Юрген Мельцер Філіпп Петцшнер    | Бернард Томич Жиль Симон                    | Денис Істомін Маркос Багдатіс Радек Штепанек Сантьяго Хіральдо       |
| 2 січня           | Aircel Chennai Open Ченнай, Індія Світовий Тур ATP 250 $442,750 – Хард – 28S/32Q/16D Одиночний розряд – Парний розряд                      | Мілош Раонич 6-74-7, 7-67-4, 7-67-4                   | Янко Типсаревич                  | Го Соєда Ніколас Альмагро                   | Давид Гоффен Станіслас Ваврінка Дуді Села Юічі Сугіта                |
| 2 січня           | Aircel Chennai Open Ченнай, Індія Світовий Тур ATP 250 $442,750 – Хард – 28S/32Q/16D Одиночний розряд – Парний розряд                      | Леандер Паєс Янко Типсаревич 6–4, 6–4                 | Джонатан Ерліх Енді Рам          | Го Соєда Ніколас Альмагро                   | Давид Гоффен Станіслас Ваврінка Дуді Села Юічі Сугіта                |
| 2 січня           | Qatar ExxonMobil Open Доха, Катар Світовий Тур ATP 250 $1,150,720 – Хард – 32S/32Q/16D Одиночний розряд – Парний розряд                    | Жо-Вілфрід Тсонга7-5, 6–3                             | Гаель Монфіс                     | Рафаель Надаль Роджер Федерер               | Михайло Южний Віктор Троїцький Альберт Рамос Андреас Сеппі           |
| 2 січня           | Qatar ExxonMobil Open Доха, Катар Світовий Тур ATP 250 $1,150,720 – Хард – 32S/32Q/16D Одиночний розряд – Парний розряд                    | Філіп Полашек Лукаш Росол 6-3, 6–4                    | Філіпп Кольшрайбер Крістофер Кас | Рафаель Надаль Роджер Федерер               | Михайло Южний Віктор Троїцький Альберт Рамос Андреас Сеппі           |
| 9 січня           | Apia International Sydney Сідней, Австралія Світовий Тур ATP 250 $494,230 – Хард – 28S/32Q/16D Одиночний розряд – Парний розряд            | Яркко Нієменен 6–2, 7-5                               | Жульєн Беннето                   | Маркос Багдатіс Денис Істомін               | Хуан Мартін дель Потро Олександр Богомолов Боббі Рейолдс Рішар Гаске |
| 9 січня           | Apia International Sydney Сідней, Австралія Світовий Тур ATP 250 $494,230 – Хард – 28S/32Q/16D Одиночний розряд – Парний розряд            | Боб Браян Майк Браян 6–1, 6–4                         | Метью Ебден Яркко Нієменен       | Маркос Багдатіс Денис Істомін               | Хуан Мартін дель Потро Олександр Богомолов Боббі Рейолдс Рішар Гаске |
| 9 січня           | Heineken Open Окленд, Нова Зеландія Світовий Тур ATP 250 $491,000 – Хард – 28S/32Q/16D Одиночний розряд – Парний розряд                    | Давид Феррер 6-3, 6-4                                 | Олів'є Рохус                     | Фернандо Вердаско Філіпп Кольшрайбер        | Алехандро Фалья Гільємро Гарсія-Лопес Бенуа Пер Ніколас Альмагро     |
| 9 січня           | Heineken Open Окленд, Нова Зеландія Світовий Тур ATP 250 $491,000 – Хард – 28S/32Q/16D Одиночний розряд – Парний розряд                    | Олівер Марах Александер Пея 6-3, 6-2                  | Філіп Полашек Франчишек Чермак   | Фернандо Вердаско Філіпп Кольшрайбер        | Алехандро Фалья Гільємро Гарсія-Лопес Бенуа Пер Ніколас Альмагро     |
| 16 січня 23 січня | Australian Open Мельбурн, Австралія Великий шолом A$15,000,000 – Хард 128S/128Q/64D/32X Одиночний розряд – Парний розряд – Змішаний розряд | Новак Джокович 5–7, 6–4, 6–2, 6–7(5–7), 7–5           | Рафаель Надаль                   | Енді Маррей Роджер Федерер                  | Давид Феррер Кей Нісікорі Хуан-Мартін дель Потро Томаш Бердих        |
| 16 січня 23 січня | Australian Open Мельбурн, Австралія Великий шолом A$15,000,000 – Хард 128S/128Q/64D/32X Одиночний розряд – Парний розряд – Змішаний розряд | Леандер Паєс Радек Штепанек 7–6(7–1), 6–2             | Боб Браян Майк Браян             | Енді Маррей Роджер Федерер                  | Давид Феррер Кей Нісікорі Хуан-Мартін дель Потро Томаш Бердих        |
| 16 січня 23 січня | Australian Open Мельбурн, Австралія Великий шолом A$15,000,000 – Хард 128S/128Q/64D/32X Одиночний розряд – Парний розряд – Змішаний розряд | Бетані Маттек-Сандс Хорія Текау 6–3, 5–7, [10–3]      | Олена Весніна Леандер Паєс       | Енді Маррей Роджер Федерер                  | Давид Феррер Кей Нісікорі Хуан-Мартін дель Потро Томаш Бердих        |
| 30 січня          | Open Sud de France Монпельє, Франція Світовий Тур ATP 250 €467,800 – Хард (п) – 28S/32Q/16D Одиночний розряд – Парний розряд               | Томаш Бердих 6–2, 4–6, 6–3                            | Гаель Монфіс                     | Філіпп Кольшрайбер Жиль Симон               | Ніколя Маю Рішар Гаске Яркко Нієменен Гійом Руфін                    |
| 30 січня          | Open Sud de France Монпельє, Франція Світовий Тур ATP 250 €467,800 – Хард (п) – 28S/32Q/16D Одиночний розряд – Парний розряд               | Ніколя Маю Едуард Роже-Васселан 6–4, 7–6(7–4)         | Пол Анлі Джеймі Маррей           | Філіпп Кольшрайбер Жиль Симон               | Ніколя Маю Рішар Гаске Яркко Нієменен Гійом Руфін                    |
| 30 січня          | PBZ Zagreb Indoors Загреб, Хорватія Світовий Тур ATP 250 €467,800 – Хард (п) – 28S/32Q/16D Одиночний розряд – Парний розряд                | Михайло Южний 6–2, 6–3                                | Лукаш Лацко                      | Міхаель Беррер Маркос Багдатіс              | Юрген Мельцер Іво Карлович Іван Додіг Робін Хаасе                    |
| 30 січня          | PBZ Zagreb Indoors Загреб, Хорватія Світовий Тур ATP 250 €467,800 – Хард (п) – 28S/32Q/16D Одиночний розряд – Парний розряд                | Маркос Багдатіс Михайло Южний 6–2, 6–2                | Іван Додиг Мате Павич            | Міхаель Беррер Маркос Багдатіс              | Юрген Мельцер Іво Карлович Іван Додіг Робін Хаасе                    |
| 30 січня          | VTR Open Сантьяго, Чилі Світовий Тур ATP 250 $467,800 – Ґрунт – 28S/32Q/16D Одиночний розряд – Парний розряд                               | Хуан Монако 6–3, 6–7(1–7), 6–1                        | Карлос Берлок                    | Жеремі Шарді Хуан Ігнасіо Чела              | Альберт Монтаньєс Фредерико Жил Федерико Дельбоніс Жоао Соуза        |
| 30 січня          | VTR Open Сантьяго, Чилі Світовий Тур ATP 250 $467,800 – Ґрунт – 28S/32Q/16D Одиночний розряд – Парний розряд                               | Фредерико Жил Даніель Хімено-Травер 1–6, 7–5, [12–10] | Пабло Андухар Карлос Берлок      | Жеремі Шарді Хуан Ігнасіо Чела              | Альберт Монтаньєс Фредерико Жил Федерико Дельбоніс Жоао Соуза        |

### Лютий
| Тиждень   | Турнір | Переможець                                                                                            | Фіналіст                                                                 | Півфіналісти                          | Чвертьфіналісти                                                |
| --------- | --- | --- | ------------------------------------------------------------------------ | ------------------------------------- | -------------------------------------------------------------- |
| 6 лютого  | Кубок Девіса 2012 Ов'єдо, Іспанія – ґрунт (п) Вінер-Нойштадт, Австрія – Хард (п) Ванкувер, Канада – хард (п) Фрібур, Швейцарія – ґрунт (п) Острава, Чехія – хард (п) Ниш, Сербія – хард (п) Кобе, Японія – хард (п) Бамберг, Німеччина – ґрунт (п) | Переможці Іспанія 5–0 Австрія 3–2 Франція 4–1 США 5–0 Чехія 4–1 Сербія 4–1 Хорватія 3–2 Аргентина 4–1 | Програли Казахстан Росія Канада Швейцарія Італія Швеція Японія Німеччина |                                       |                                                                |
| 13 лютого | ABN AMRO World Tennis Tournament Роттердам, Нідерланди Світовий Тур ATP 500 €1,575,875 – Хард (п) – 32S/16Q/16D Одиночний розряд – Парний розряд                                                                                                   | Роджер Федерер 6–1, 6–4                                                                               | Хуан-Мартін дель Потро                                                   | Микола Давиденко Томаш Бердих         | Яркко Нієменен Рішар Гаске Віктор Троїцький Андреас Сеппі      |
| 13 лютого | ABN AMRO World Tennis Tournament Роттердам, Нідерланди Світовий Тур ATP 500 €1,575,875 – Хард (п) – 32S/16Q/16D Одиночний розряд – Парний розряд                                                                                                   | Мікаель Льодра Ненад Зимон'їч 4–6, 7–5, [16–14]                                                       | Роберт Лінстедт Хорія Текау                                              | Микола Давиденко Томаш Бердих         | Яркко Нієменен Рішар Гаске Віктор Троїцький Андреас Сеппі      |
| 13 лютого | SAP Open Сан Хосе, США Світовий Тур ATP 250 $623,730 – Хард (п) – 28S/32Q/16D Одиночний розряд – Парний розряд | Мілош Раонич 7–6(7–3), 6–2                                                                            | Денис Істомін                                                            | Раян Харрісон Жульєн Беннето          | Дімітар Кутровський Кевін Андерсон Стів Дарсіс Енді Роддік     |
| 13 лютого | SAP Open Сан Хосе, США Світовий Тур ATP 250 $623,730 – Хард (п) – 28S/32Q/16D Одиночний розряд – Парний розряд | Марк Ноулз Ксав'є Малісс 6–4, 1–6, [10–5]                                                             | Кевін Андерсон Франк Мозер                                               | Раян Харрісон Жульєн Беннето          | Дімітар Кутровський Кевін Андерсон Стів Дарсіс Енді Роддік     |
| 13 лютого | Brasil Open Сан-Паулу, Бразилія Світовий Тур ATP 250 $519,775 – Ґрунт (п) – 28S/32Q/16D Одиночний розряд – Парний розряд | Ніколас Альмагро 6–3, 4–6, 6–4                                                                        | Філіппо Воландрі                                                         | Альберт Рамос Томаш Белуччі           | Карлос Берлок Фернандо Вердаско Леонардо Маєр Давид Налбандян  |
| 13 лютого | Brasil Open Сан-Паулу, Бразилія Світовий Тур ATP 250 $519,775 – Ґрунт (п) – 28S/32Q/16D Одиночний розряд – Парний розряд | Ерік Буторок Бруно Соарес 3–6, 6–4, [10–8]                                                            | Міхал Мертінак Андре Са                                                  | Альберт Рамос Томаш Белуччі           | Карлос Берлок Фернандо Вердаско Леонардо Маєр Давид Налбандян  |
| 20 лютого | U.S. National Indoor Tennis Championships Мемфіс, США Світовий Тур ATP 500 $1,353,550 – Хард (п) – 32S/16Q/16D Одиночний розряд – Парний розряд | Юрген Мельцер 7–5, 7–6(7–4)                                                                           | Мілош Раонич                                                             | Радек Штепанек Бенджамін Беккер       | Джон Існер Сем Кверрі Олів'є Рохус Лукаш Кубот                 |
| 20 лютого | U.S. National Indoor Tennis Championships Мемфіс, США Світовий Тур ATP 500 $1,353,550 – Хард (п) – 32S/16Q/16D Одиночний розряд – Парний розряд | Макс Мирний Деніел Нестор 4–6, 7–5, [10–7]                                                            | Іван Додіг Марсело Мело                                                  | Радек Штепанек Бенджамін Беккер       | Джон Існер Сем Кверрі Олів'є Рохус Лукаш Кубот                 |
| 20 лютого | Open 13 Марсель, Франція Світовий Тур ATP 250 €598,535 – Хард (п) – 28S/32Q/16D Одиночний розряд – Парний розряд | Хуан-Мартін дель Потро 6–4, 6–4                                                                       | Мікаель Льодра                                                           | Жо-Вілфрід Тсонга Янко Типсаревич     | Едуард Роже-Васселан Рішар Гаске Іван Любичич Альбано Оліветі  |
| 20 лютого | Open 13 Марсель, Франція Світовий Тур ATP 250 €598,535 – Хард (п) – 28S/32Q/16D Одиночний розряд – Парний розряд | Ніколя Маю Едуард Роже-Васселан 3–6, 6–3, [10–6]                                                      | Дастін Браун Жо-Вілфрід Тсонга                                           | Жо-Вілфрід Тсонга Янко Типсаревич     | Едуард Роже-Васселан Рішар Гаске Іван Любичич Альбано Оліветі  |
| 20 лютого | Copa Claro Буенос Айрес, Аргенитна Світовий Тур ATP 250 $570,470 – Ґрунт – 32S/32Q/16D Одиночний розряд – Парний розряд | Хуан-Мартін дель Потро 6–4, 6–4                                                                       | Мікаель Льодра                                                           | Жо-Вілфрід Тсонга Янко Тіпсаревич     | Едуард Роже-Васселан Рішар Гаске Іван Любичич Альбано Оліветті |
| 20 лютого | Copa Claro Буенос Айрес, Аргенитна Світовий Тур ATP 250 $570,470 – Ґрунт – 32S/32Q/16D Одиночний розряд – Парний розряд | Ніколя Маю Едуард Роже-Васселан 3–6, 6–3, [10–6]                                                      | Дастін Браун Жо-Вілфрід Тсонга                                           | Жо-Вілфрід Тсонга Янко Тіпсаревич     | Едуард Роже-Васселан Рішар Гаске Іван Любичич Альбано Оліветті |
| 27 лютого | Dubai Tennis Championships Дубай, ОАЕ Світовий Тур ATP 500 $2,413,300 – Хард – 32S/16Q/16D Одиночний розряд – Парний розряд | Роджер Федерер 7–5, 6–4                                                                               | Енді Маррей                                                              | Новак Джокович Хуан-Мартін дель Потро | Янко Типсаревич Томаш Бердих Жо-Вілфрід Тсонга Михайло Южний   |
| 27 лютого | Dubai Tennis Championships Дубай, ОАЕ Світовий Тур ATP 500 $2,413,300 – Хард – 32S/16Q/16D Одиночний розряд – Парний розряд | Маєш Бхупаті Роган Бопанна 6–4, 3–6, [10–5]                                                           | Маріуш Фіштенберг Марчін Матковський                                     | Новак Джокович Хуан-Мартін дель Потро | Янко Типсаревич Томаш Бердих Жо-Вілфрід Тсонга Михайло Южний   |
| 27 лютого | Abierto Mexicano Telcel Акапулько, Мексика Світовий Тур ATP 500 $1,353,550 – Ґрунт – 32S/16Q/16D Одиночний розряд – Парний розряд | Давид Феррер 6–1, 6–2                                                                                 | Фернандо Вердаско                                                        | Сантьяго Хіральдо Станіслас Ваврінка  | Пабло Андухар Карлос Берлок Жеремі Шарді Ніколас Альмагро      |
| 27 лютого | Abierto Mexicano Telcel Акапулько, Мексика Світовий Тур ATP 500 $1,353,550 – Ґрунт – 32S/16Q/16D Одиночний розряд – Парний розряд | Давид Марреро Фернандо Вердаско 6–3, 6–4                                                              | Марсель Гранольєрс Марк Лопес                                            | Сантьяго Хіральдо Станіслас Ваврінка  | Пабло Андухар Карлос Берлок Жеремі Шарді Ніколас Альмагро      |
| 27 лютого | Delray Beach International Tennis Championships Делрей-Біч, США Світовий Тур ATP 250 $519,775 – Хард – 32S/32Q/16D Одиночний розряд – Парний розряд                                                                                                | Кевін Андерсон 6–4, 7–6(7–2)                                                                          | Маринко Матошевич                                                        | Джон Існер Дуді Сел                   | Бернард Томич Енді Роддік Ернест Гулбіс Філіпп Кольшрайбер     |
| 27 лютого | Delray Beach International Tennis Championships Делрей-Біч, США Світовий Тур ATP 250 $519,775 – Хард – 32S/32Q/16D Одиночний розряд – Парний розряд                                                                                                | Колін Флемінг Росс Хатчінс 2–6, 7–6(7–5), [15–13]                                                     | Міхал Мертінак Андре Са                                                  | Джон Існер Дуді Сел                   | Бернард Томич Енді Роддік Ернест Гулбіс Філіпп Кольшрайбер     |

### Березень
| Тиждень               | Турнір | Переможець                                   | Фіналіст                  | Півфіналісти                  | Чвертьфіналісти                                                    |
| --------------------- | --- | -------------------------------------------- | ------------------------- | ----------------------------- | ------------------------------------------------------------------ |
| 5 березня 12 березня  | Мастерс Індіан-Веллс Індіан-Веллс, США Світовий Тур ATP Мастерс 1000 $5,244,125 – Хард – 96S/48Q/32D Одиночний розряд – Парний розряд | Роджер Федерер 7–6(9–7), 6–3                 | Джон Існер                | Новак Джокович Рафаель Надаль | Ніколас Альмагро Жиль Симон Хуан-Мартін дель Потро Давид Налбандян |
| 5 березня 12 березня  | Мастерс Індіан-Веллс Індіан-Веллс, США Світовий Тур ATP Мастерс 1000 $5,244,125 – Хард – 96S/48Q/32D Одиночний розряд – Парний розряд | Марк Лопес Рафаель Надаль 6–2, 7–6(7–3)      | Джон Існер Сем Кверрі     | Новак Джокович Рафаель Надаль | Ніколас Альмагро Жиль Симон Хуан-Мартін дель Потро Давид Налбандян |
| 21 березня 26 березня | Мастерс Маямі Маямі, США Світовий Тур ATP Мастерс 1000 $5,244,125 – Хард – 96S/48Q/32D Одиночний розряд – Парний розряд               | Новак Джокович 6–1, 7–6(7–4)                 | Енді Маррей               | Хуан Монако Рафаель Надаль    | Давид Феррер Марді Фіш Янко Типсаревич Жо-Вілфрід Тсонга           |
| 21 березня 26 березня | Мастерс Маямі Маямі, США Світовий Тур ATP Мастерс 1000 $5,244,125 – Хард – 96S/48Q/32D Одиночний розряд – Парний розряд               | Леандер Паєс Радек Штепанек 3–6, 6–1, [10–8] | Макс Мирний Деніел Нестор | Хуан Монако Рафаель Надаль    | Давид Феррер Марді Фіш Янко Типсаревич Жо-Вілфрід Тсонга           |

### Квітень
| Тиждень   | Турнір | Переможець                                                          | Фіналіст                                                 | Півфіналісти                     | Чвертьфіналісти                                                     |
| --------- | --- | ------------------------------------------------------------------- | -------------------------------------------------------- | -------------------------------- | ------------------------------------------------------------------- |
| 2 квітня  | Кубок Девіса Орпеза, Іспанія – ґрунт Рокбрюн-Кап-Мартен, Франція – ґрунт Прага, Чехія – ґрунт (п) Буенос-Айрес, Аргентина – ґрунт       | Переможці чвертьфіналів Іспанія 4–1 США 3–2 Чехія 4–1 Аргентина 4–1 | Програли у чвертьфіналах Австрія Франція Сербія Хорватія |                                  |                                                                     |
| 8 квітня  | U.S. Men's Clay Court Championships Х'юстон, США Світовий Тур ATP 250 $519,775 – Ґрунт – 28S/32Q/16D Одиночний розряд – Парний розряд   | Хуан Монако 6–2, 3–6, 6–3                                           | Джон Існер                                               | Майкл Рассел Фелісіано Лопес     | Раян Харрісон Кевін Андерсон Карлос Берлок Раян Світінг             |
| 8 квітня  | U.S. Men's Clay Court Championships Х'юстон, США Світовий Тур ATP 250 $519,775 – Ґрунт – 28S/32Q/16D Одиночний розряд – Парний розряд   | Джеймс Блейк Сем Кверрі 7–6(16–14), 6–4                             | Тріт Конрад Х'ю Домінік Інглот                           | Майкл Рассел Фелісіано Лопес     | Раян Харрісон Кевін Андерсон Карлос Берлок Раян Світінг             |
| 8 квітня  | Grand Prix Hassan II Касабланка, Марокко Світовий Тур ATP 250 €467,800 – Ґрунт – 28S/32Q/16D Одиночний розряд – Парний розряд           | Пабло Андухар 6–1, 7–6(7–5)                                         | Альберт Рамос                                            | Ігор Андреєв Флавіо Чіполла      | Жеремі Шарді Гільєрмо Гарсія-Лопес Серхіо Гутєррез-Феррол Бенуа Пер |
| 8 квітня  | Grand Prix Hassan II Касабланка, Марокко Світовий Тур ATP 250 €467,800 – Ґрунт – 28S/32Q/16D Одиночний розряд – Парний розряд           | Дастін Браун Пол Анлі 7–5, 6–3                                      | Даніелє Браччіалє Фабіо Фон'їні                          | Ігор Андреєв Флавіо Чіполла      | Жеремі Шарді Гільєрмо Гарсія-Лопес Серхіо Гутєррез-Феррол Бенуа Пер |
| 16 квітня | Мастерс Монте-Карло Монте-Карло, Монако Світовий Тур ATP Мастерс 1000 €2,998,495 – Ґрунт – 56S/28Q/24D Одиночний розряд – Парний розряд | Рафаель Надаль 6–3, 6–1                                             | Новак Джокович                                           | Томаш Бердих Жиль Симон          | Робін Хаасе Енді Маррей Жо-Вілфрід Тсонга Станіслас Ваврінка        |
| 16 квітня | Мастерс Монте-Карло Монте-Карло, Монако Світовий Тур ATP Мастерс 1000 €2,998,495 – Ґрунт – 56S/28Q/24D Одиночний розряд – Парний розряд | Боб Браян Майк Браян 6–2, 6–3                                       | Макс Мирний Деніел Нестор                                | Томаш Бердих Жиль Симон          | Робін Хаасе Енді Маррей Жо-Вілфрід Тсонга Станіслас Ваврінка        |
| 23 квітня | Barcelona Open BancSabadell Барселона, Іспанія Світовий Тур ATP 500 €2,166,875 – Ґрунт – 48S/28Q/24D Одиночний розряд – Парний розряд   | Рафаель Надаль 7–6(7–1), 7–5                                        | Давид Феррер                                             | Фернандо Вердаско Мілош Раонич   | Янко Типсаревич Кей Нісікорі Фелісіано Лопес Енді Маррей            |
| 23 квітня | Barcelona Open BancSabadell Барселона, Іспанія Світовий Тур ATP 500 €2,166,875 – Ґрунт – 48S/28Q/24D Одиночний розряд – Парний розряд   | Маріуш Фіштенберг Марчін Матковський 2–6, 7–6(9–7), [10–8]          | Марсель Гранольєрс Марк Лопес                            | Фернандо Вердаско Мілош Раонич   | Янко Типсаревич Кей Нісікорі Фелісіано Лопес Енді Маррей            |
| 23 квітня | BRD Năstase Țiriac Trophy Бухарест, Румунія Світовий Тур ATP 250 €467,800 – Ґрунт – 28S/32Q/16D Одиночний розряд – Парний розряд        | Жиль Симон 6–4, 6–3                                                 | Фабіо Фон'їні                                            | Матіас Бахінгер Аттіла Балаж     | Лукаш Кубот Даніель Брандс Андреас Сеппі Ксав'є Малісс              |
| 23 квітня | BRD Năstase Țiriac Trophy Бухарест, Румунія Світовий Тур ATP 250 €467,800 – Ґрунт – 28S/32Q/16D Одиночний розряд – Парний розряд        | Роберт Лінстедт Хорія Текау 7–6(7–2), 6–3                           | Жеремі Шарді Лукаш Кубот                                 | Матіас Бахінгер Аттіла Балаж     | Лукаш Кубот Даніель Брандс Андреас Сеппі Ксав'є Малісс              |
| 30 квітня | BMW Open Мюнхен, Німеччина Світовий Тур ATP 250 €467,800 – Ґрунт – 28S/32Q/16D Одиночний розряд – Парний розряд                         | Філіпп Кольшрайбер 7–6(10–8), 6–3                                   | Марин Чилич                                              | Томмі Гаас Фелісіано Лопес       | Маркос Багдатіс Михайло Южний Маринко Матошевич Бернард Томич       |
| 30 квітня | BMW Open Мюнхен, Німеччина Світовий Тур ATP 250 €467,800 – Ґрунт – 28S/32Q/16D Одиночний розряд – Парний розряд                         | Франчишек Чермак Філіп Полашек 6–4, 7–5                             | Ксав'є Малісс Дік Норман                                 | Томмі Гаас Фелісіано Лопес       | Маркос Багдатіс Михайло Южний Маринко Матошевич Бернард Томич       |
| 30 квітня | Serbia Open Белград, Сербія Світовий Тур ATP 250 €366,950 – Ґрунт – 28S/32Q/16D Одиночний розряд – Парний розряд                        | Андреас Сеппі 6–3, 6–2                                              | Бенуа Пер                                                | Пабло Андухар Давид Налбандян    | Лукаш Росол Яркко Нієменен Жоао Соуза Жиль Мюллер                   |
| 30 квітня | Serbia Open Белград, Сербія Світовий Тур ATP 250 €366,950 – Ґрунт – 28S/32Q/16D Одиночний розряд – Парний розряд                        | Джонатан Ерліх Енді Рам 4–6, 6–2, [10–6]                            | Мартін Еммріх Андреас Сілжестрем                         | Пабло Андухар Давид Налбандян    | Лукаш Росол Яркко Нієменен Жоао Соуза Жиль Мюллер                   |
| 30 квітня | Estoril Open Ешторіл, Португалія Світовий тур ATP 250 €467,800 – Ґрунт – 28S/32Q/16D Одиночний розряд – Парний розряд                   | Хуан-Мартін дель Потро 6–4, 6–2                                     | Рішар Гаске                                              | Станіслас Ваврінка Альберт Рамос | Альберт Монтаньєс Робін Хаасе Жоао Соуза Даніель Муноз де ля Нава   |
| 30 квітня | Estoril Open Ешторіл, Португалія Світовий тур ATP 250 €467,800 – Ґрунт – 28S/32Q/16D Одиночний розряд – Парний розряд                   | Айсам-уль-Ак Кюреші Жан-Жульєн Роєр 7–5, 7–5                        | Джуліан Ноул Давид Марреро                               | Станіслас Ваврінка Альберт Рамос | Альберт Монтаньєс Робін Хаасе Жоао Соуза Даніель Муноз де ля Нава   |

### Травень
| Тиждень            | Турнір | Переможець                                    | Фіналіст                              | Півфіналісти                                         | Чвертьфіналісти                                                       |
| ------------------ | --- | --------------------------------------------- | ------------------------------------- | ---------------------------------------------------- | --------------------------------------------------------------------- |
| 7 травня           | Мастерс Мадрид Мадрид, Іспанія Світовий Тур ATP Мастерс 1000 €4,303,867 – Ґрунт – 56S/28Q/24D Одиночний розряд – Парний розряд | Роджер Федерер 3–6, 7–5, 7–5                  | Томаш Бердих                          | Янко Типсаревич Хуан-Мартін дель Потро               | Новак Джокович Давид Феррер Олександр Долгополов Фернандо Вердаско    |
| 7 травня           | Мастерс Мадрид Мадрид, Іспанія Світовий Тур ATP Мастерс 1000 €4,303,867 – Ґрунт – 56S/28Q/24D Одиночний розряд – Парний розряд | Маріуш Фіштенберг Марчін Матковський 6–3, 6–4 | Роберт Лінстедт Хорія Текау           | Янко Типсаревич Хуан-Мартін дель Потро               | Новак Джокович Давид Феррер Олександр Долгополов Фернандо Вердаско    |
| 14 травня          | Мастерс Рим Рим, Італія Світовий Тур ATP Мастерс 1000 €3,204,745 – Ґрунт – 56S/28Q/24D Одиночний розряд – Парний розряд        | Рафаель Надаль 7–5, 6–3                       | Новак Джокович                        | Роджер Федерер Давид Феррер                          | Жо-Вілфрід Тсонга Андреас Сеппі Рішар Гаске Томаш Бердих              |
| 14 травня          | Мастерс Рим Рим, Італія Світовий Тур ATP Мастерс 1000 €3,204,745 – Ґрунт – 56S/28Q/24D Одиночний розряд – Парний розряд        | Марсель Гранольєрс Марк Лопес 6–3, 6–2        | Лукаш Кубот Янко Типсаревич           | Роджер Федерер Давид Феррер                          | Жо-Вілфрід Тсонга Андреас Сеппі Рішар Гаске Томаш Бердих              |
| 21 травня          | Power Horse Cup Дюссельдорф, Німеччина Командний Чемпіонат світу €467,800 – Ґрунт – 28S/32Q/16D                                | Сербія 3–0                                    | Чехія                                 | Груповий турнір (Червона група) Аргентина США Японія | Груповий турнір (Синя група) Німеччина Росія Хорватія                 |
| 21 травня          | Open de Nice Cote d’Azur Ніцца, Франція Світовий Тур ATP 250 €467,800 – Ґрунт – 28S/32Q/16D Одиночний розряд – Парний розряд   | Ніколас Альмагро 6–3, 6–2                     | Браян Бейкер                          | Микола Давиденко Жиль Симон                          | Джон Існер Михайло Кукушкін Стів Дарсіс Томаш Белуччі                 |
| 21 травня          | Open de Nice Cote d’Azur Ніцца, Франція Світовий Тур ATP 250 €467,800 – Ґрунт – 28S/32Q/16D Одиночний розряд – Парний розряд   | Боб Браян Майк Браян 7–6(7–5), 6–3            | Олівер Марах Філіп Полашек            | Микола Давиденко Жиль Симон                          | Джон Існер Михайло Кукушкін Стів Дарсіс Томаш Белуччі                 |
| 28 травня 4 червня | Ролан Гаррос Париж, Франція Великий шолом $ – Ґрунт 128S/128Q/64D/32X Одиночний розряд – Парний розряд – Змішаний розряд       | Рафаель Надаль 6–4, 6–3, 2–6, 7–5             | Новак Джокович                        | Роджер Федерер Давид Феррер                          | Жо-Вілфрід Тсонга Хуан-Мартін дель Потро Енді Маррей Ніколас Альмагро |
| 28 травня 4 червня | Ролан Гаррос Париж, Франція Великий шолом $ – Ґрунт 128S/128Q/64D/32X Одиночний розряд – Парний розряд – Змішаний розряд       | Макс Мирний Деніел Нестор 6–4, 6–4            | Боб Браян Майк Браян                  | Роджер Федерер Давид Феррер                          | Жо-Вілфрід Тсонга Хуан-Мартін дель Потро Енді Маррей Ніколас Альмагро |
| 28 травня 4 червня | Ролан Гаррос Париж, Франція Великий шолом $ – Ґрунт 128S/128Q/64D/32X Одиночний розряд – Парний розряд – Змішаний розряд       | Саня Мірза Маєш Бхупаті 7–6(7–3), 6–1         | Клаудія Жан-Ігначик Сантьяго Гонсалес | Роджер Федерер Давид Феррер                          | Жо-Вілфрід Тсонга Хуан-Мартін дель Потро Енді Маррей Ніколас Альмагро |

|}

### Червень
| Тиждень           | Турнір | Переможець                                                         | Фіналіст                              | Півфіналіст                      | Чвертьфіналіст                                                   |
| ----------------- | --- | ------------------------------------------------------------------ | ------------------------------------- | -------------------------------- | ---------------------------------------------------------------- |
| 11 червня         | Gerry Weber Open Галле, Німеччина Світовий Тур ATP 250 €779,665 – Трава – 28S/32Q/16D Одиночний розряд – Парний розряд                  | Томмі Гаас 7–6(7–5), 6–4                                           | Роджер Федерер                        | Філіпп Кольшрайбер Михайло Южний | Рафаель Надаль Томаш Бердих Радек Штепанек Мілош Раонич          |
| 11 червня         | Gerry Weber Open Галле, Німеччина Світовий Тур ATP 250 €779,665 – Трава – 28S/32Q/16D Одиночний розряд – Парний розряд                  | Айсам-уль-Ак Кюреші Жан-Жульєн Роєр 6–3, 6–4                       | Тріт Конрад Х'ю Скотт Ліпскі          | Філіпп Кольшрайбер Михайло Южний | Рафаель Надаль Томаш Бердих Радек Штепанек Мілош Раонич          |
| 11 червня         | AEGON Championships Лондон, Сполучене Королівство Світовий Тур ATP 250 €779,665 – Трава – 56S/32Q/24D Одиночний розряд – Парний розряд  | Марин Чилич 6–7(3–7), 4–3 defaulted                                | Давид Налбандян                       | Григор Димитров Сем Кверрі       | Кевін Андерсон Ксав'є Малісс Лю Єн-Хсун Іван Додіг               |
| 11 червня         | AEGON Championships Лондон, Сполучене Королівство Світовий Тур ATP 250 €779,665 – Трава – 56S/32Q/24D Одиночний розряд – Парний розряд  | Макс Мирний Деніел Нестор 6–3, 6–4                                 | Боб Браян Майк Браян                  | Григор Димитров Сем Кверрі       | Кевін Андерсон Ксав'є Малісс Лю Єн-Хсун Іван Додіг               |
| June 18           | UNICEF Open Гертонгербос, Нідерланди Світовий Тур ATP 250 €467,800 – Трава – 32S/32Q/16D Одиночний розряд – Парний розряд               | Давид Феррер 6–3, 6–4                                              | Філіпп Петцшнер                       | Бенуа Пер Ксав'є Малісс          | Ігор Сижслінг Татсума Іто Едуард Роже-Васселан Жиль Мюллер       |
| June 18           | UNICEF Open Гертонгербос, Нідерланди Світовий Тур ATP 250 €467,800 – Трава – 32S/32Q/16D Одиночний розряд – Парний розряд               | Роберт Лінстедт Хорія Текау 6–3, 7–6(7–1)                          | Хуан Себастьян Кабаль Дмитро Турсунов | Бенуа Пер Ксав'є Малісс          | Ігор Сижслінг Татсума Іто Едуард Роже-Васселан Жиль Мюллер       |
| June 18           | AEGON International Істборн, Сполучене Королівство Світовий Тур ATP 250 €519,310 – Трава – 28S/32Q/16D Одиночний розряд – Парний розряд | Енді Роддік 6–3, 6–2                                               | Андреас Сеппі                         | Стів Дарсіс Раян Харісон         | Маринко Матошевич Фабіо Фон'їні Філіпп Кольшрайбер Денис Істомін |
| June 18           | AEGON International Істборн, Сполучене Королівство Світовий Тур ATP 250 €519,310 – Трава – 28S/32Q/16D Одиночний розряд – Парний розряд | Колін Флемінг Росс Хатчінс 6–4, 6–3                                | Джеймі Дельгадо Кен Скупскі           | Стів Дарсіс Раян Харісон         | Маринко Матошевич Фабіо Фон'їні Філіпп Кольшрайбер Денис Істомін |
| 25 червня 2 липня | Вімблдонський турнір Лондон, Англія Великий шолом ? – Трава 128S/128Q/64D/16Q/48X Одиночний розряд – Парний розряд – Змішаний розряд    | Роджер Федерер 4–6, 7–5, 6–3, 6–4                                  | Енді Маррей                           | Новак Джокович Жо-Вілфрід Тсонга | Флоріан Маєр Михайло Южний Давид Феррер Філіпп Кольшрайбер       |
| 25 червня 2 липня | Вімблдонський турнір Лондон, Англія Великий шолом ? – Трава 128S/128Q/64D/16Q/48X Одиночний розряд – Парний розряд – Змішаний розряд    | Джонатан Меррей Фредерик Нільсен 4–6, 6–4, 7–6(7–5), 6–7(5–7), 6–3 | Роберт Лінстедт Хорія Текау           | Новак Джокович Жо-Вілфрід Тсонга | Флоріан Маєр Михайло Южний Давид Феррер Філіпп Кольшрайбер       |
| 25 червня 2 липня | Вімблдонський турнір Лондон, Англія Великий шолом ? – Трава 128S/128Q/64D/16Q/48X Одиночний розряд – Парний розряд – Змішаний розряд    | Ліза Реймонд Майк Браян 6–3, 5–7, 6–4                              | Олена Весніна Леандер Паєс            | Новак Джокович Жо-Вілфрід Тсонга | Флоріан Маєр Михайло Южний Давид Феррер Філіпп Кольшрайбер       |

### Липень
| Тиждень  | Турнір | Переможець                                                 | Фіналіст                                        | Півфіналісти                             | Чвертьфіналіст                                                |
| -------- | --- | ---------------------------------------------------------- | ----------------------------------------------- | ---------------------------------------- | ------------------------------------------------------------- |
| 8 липня  | Hall of Fame Tennis Championship Ньюпорт, США Світовий Тур ATP 250 $519,775 – Трава – 32S/32Q/16D Одиночний розряд – Парний розряд         | Джон Існер 7–6(7–1), 6–4                                   | Ллейтон Г'юїтт                                  | Раян Харрісон Ражів Рам                  | Ісак ван дер Мерве Бенджамін Беккер Дуді Села Кей Нісікорі    |
| 8 липня  | Hall of Fame Tennis Championship Ньюпорт, США Світовий Тур ATP 250 $519,775 – Трава – 32S/32Q/16D Одиночний розряд – Парний розряд         | Сантьяго Гонсалес Скот Ліпскі 7–6(7–5), 6–3                | Колін Флемінг Росс Хатчінс                      | Раян Харрісон Ражів Рам                  | Ісак ван дер Мерве Бенджамін Беккер Дуді Села Кей Нісікорі    |
| 8 липня  | MercedesCup Штутгарт, Німеччина Світовий Тур ATP 250 €467,800 – Ґрунт – 28S/30Q/16D Одиночний розряд – Парний розряд                       | Янко Типсаревич 6–4, 5–7, 6–3                              | Хуан Монако                                     | Томаш Белуччі Гільєрмо Гарсія-Лопес      | Б'єрн Фау Седрик-Марсель Штебе Дастін Браун Павол Червенак    |
| 8 липня  | MercedesCup Штутгарт, Німеччина Світовий Тур ATP 250 €467,800 – Ґрунт – 28S/30Q/16D Одиночний розряд – Парний розряд                       | Жеремі Шарді Лукаш Кубот 6–1, 6–3                          | Міхал Мертінак Андре Са                         | Томаш Белуччі Гільєрмо Гарсія-Лопес      | Б'єрн Фау Седрик-Марсель Штебе Дастін Браун Павол Червенак    |
| 8 липня  | Swedish Open Баштад, Швеція Світовий Тур ATP 250 €491,370 – Ґрунт – 28S/32Q/16D Одиночний розряд – Парний розряд                           | Давид Феррер 6–2, 6–2                                      | Ніоклас Альмагро                                | Григор Димитров Ян Хаєк                  | Томмі Робредо Альберт Рамос Юрген Цопп Даніель Хімено-Травер  |
| 8 липня  | Swedish Open Баштад, Швеція Світовий Тур ATP 250 €491,370 – Ґрунт – 28S/32Q/16D Одиночний розряд – Парний розряд                           | Роберт Лінстедт Хорія Текау 6–3, 7–6(7–5)                  | Александер Пея Бруно Соарес                     | Григор Димитров Ян Хаєк                  | Томмі Робредо Альберт Рамос Юрген Цопп Даніель Хімено-Травер  |
| 8 липня  | ATP Studena Croatia Open Умаг, Хорватія Світовий Тур ATP 250 €467,800 – Ґрунт – 28S/32Q/16D Одиночний розряд – Парний розряд               | Марин Чилич 6–4, 6–2                                       | Марсель Гранольєрс                              | Фернандо Вердаско Олександр Долгополов   | Андрій Кузнєцов Матіас Бахінгер Карлос Берлок Вейн Одесник    |
| 8 липня  | ATP Studena Croatia Open Умаг, Хорватія Світовий Тур ATP 250 €467,800 – Ґрунт – 28S/32Q/16D Одиночний розряд – Парний розряд               | Давид Марреро Фернандо Вердаско 6–3, 7–6(7–4)              | Марсель Гранольєрс Марк Лопес                   | Фернандо Вердаско Олександр Долгополов   | Андрій Кузнєцов Матіас Бахінгер Карлос Берлок Вейн Одесник    |
| 16 липня | German Open Tennis Championships Гамбург, Німеччина Світовий Тур ATP 500 €1,230,500 – Ґрунт – 48S/16Q/16D Одиночний розряд – Парний розряд | Хуан Монако 7–5, 6–4                                       | Томмі Гаас                                      | Ніколас Альмагро Марин Чилич             | Філіпп Кольшрайбер Жеремі Шарді Альберт Рамос Флоріан Маєр    |
| 16 липня | German Open Tennis Championships Гамбург, Німеччина Світовий Тур ATP 500 €1,230,500 – Ґрунт – 48S/16Q/16D Одиночний розряд – Парний розряд | Давид Марреро Фернандо Вердаско 6–4, 6–3                   | Рожеріо Дутра да Сілва Даніель Муноз де ля Нава | Ніколас Альмагро Марин Чилич             | Філіпп Кольшрайбер Жеремі Шарді Альберт Рамос Флоріан Маєр    |
| 16 липня | Swiss Open Гштаад, Швейцарія Світовий Тур ATP 250 €467,800 – Ґрунт – 28S/32Q/16D Одиночний розряд – Парний розряд                          | Томаш Белуччі 6–7(6–8), 6–4, 6–2                           | Янко Типсаревич                                 | Пол-Анрі Матьє Григор Димитров           | Ян Херних Ернест Гулбіс Фелісіано Лопес Лукаш Кубот           |
| 16 липня | Swiss Open Гштаад, Швейцарія Світовий Тур ATP 250 €467,800 – Ґрунт – 28S/32Q/16D Одиночний розряд – Парний розряд                          | Марсель Гранольєрс Марк Лопес 6–4, 7–6(11–9)               | Роберт Фара Сантьяго Хіральдо                   | Пол-Анрі Матьє Григор Димитров           | Ян Херних Ернест Гулбіс Фелісіано Лопес Лукаш Кубот           |
| 16 липня | Atlanta Tennis Championships Атланта, США Світовий Тур ATP 250 $623,730 – Хард – 28S/32Q/16D Одиночний розряд – Парний розряд              | Енді Роддік 1–6, 7–6(7–2), 6–2                             | Жиль Мюллер                                     | Джон Існер Го Соєда                      | Джек Сок Майкл Рассел Кей Нісікорі Метью Ебден                |
| 16 липня | Atlanta Tennis Championships Атланта, США Світовий Тур ATP 250 $623,730 – Хард – 28S/32Q/16D Одиночний розряд – Парний розряд              | Метью Ебден Раян Харрісон 6–3, 3–6, [10–6]                 | Ксав'є Малісс Майкл Рассел                      | Джон Існер Го Соєда                      | Джек Сок Майкл Рассел Кей Нісікорі Метью Ебден                |
| 23 липня | Austrian Open Kitzbuhel Кітцбюель, Австрія Світовий Тур ATP 250 €467,800 – Ґрунт – 28S/26Q/16D Одиночний розряд – Парний розряд            | Робін Хаасе 6–7(2–7), 6–3, 6–2                             | Філіпп Кольшрайбер                              | Філіппо Воландрі Мартін Кліжан           | Лукаш Росол Рожеріо Дутра да Сілва Вейн Одесник Сімоне Болелі |
| 23 липня | Austrian Open Kitzbuhel Кітцбюель, Австрія Світовий Тур ATP 250 €467,800 – Ґрунт – 28S/26Q/16D Одиночний розряд – Парний розряд            | Франчишек Чермак Джуліан Ноул 7–6(7–4), 3–6, [12–10]       | Дастін Браун Пол Анлі                           | Філіппо Воландрі Мартін Кліжан           | Лукаш Росол Рожеріо Дутра да Сілва Вейн Одесник Сімоне Болелі |
| 23 липня | Farmers Classic Лос-Анджелес, США Світовий Тур ATP 250 $557,550 – Хард – 28S/32Q/16D Одиночний розряд – Парний розряд                      | Сем Кверрі 6–0, 6–2                                        | Річардас Беранкіс                               | Маринко Матошевич Ражів Рам              | Майкл Рассел Ніколя Маю Леонардо Маєр Ксав'є Малісс           |
| 23 липня | Farmers Classic Лос-Анджелес, США Світовий Тур ATP 250 $557,550 – Хард – 28S/32Q/16D Одиночний розряд – Парний розряд                      | Рубен Бемельманс Ксав'є Малісс 7–6(7–5), 4–6, [10–4]       | Джеймі Дельгадо Кен Скупскі                     | Маринко Матошевич Ражів Рам              | Майкл Рассел Ніколя Маю Леонардо Маєр Ксав'є Малісс           |
| 30 липня | Citi Open Вашингтон, США Світовий Тур ATP 500 $1,546,590 – Хард – 48S/16Q/16D Одиночний розряд – Парний розряд                             | Олександр Долгополов 6–7(7–9), 6–4, 6–1                    | Томмі Гаас                                      | Марді Фіш Сем Кверрі                     | Ксав'є Малісс Тобіас Камке Кеві Андерсон Джеймс Блейк         |
| 30 липня | Citi Open Вашингтон, США Світовий Тур ATP 500 $1,546,590 – Хард – 48S/16Q/16D Одиночний розряд – Парний розряд                             | Тріт Конрад Х'ю Домінік Інглот 7–6(9–7), 6–7(9–11), [10–5] | Кевін Андерсон Сем Кверрі                       | Марді Фіш Сем Кверрі                     | Ксав'є Малісс Тобіас Камке Кеві Андерсон Джеймс Блейк         |
| 30 липня | Олімпійські ігри Лондон, Англія Олімпійський турнір Трава – 64S/32D/16X Одиночний розряд – Парний розряд – Змішаний розряд                 | Золота медаль                                              | Срібна медаль                                   | Бронзова медаль                          | Четверте місце                                                |
| 30 липня | Олімпійські ігри Лондон, Англія Олімпійський турнір Трава – 64S/32D/16X Одиночний розряд – Парний розряд – Змішаний розряд                 | Енді Маррей 6–2, 6–1, 6–4                                  | Роджер Федерер                                  | Хуан-Мартін дель Потро 7–5, 6–4          | Новак Джокович                                                |
| 30 липня | Олімпійські ігри Лондон, Англія Олімпійський турнір Трава – 64S/32D/16X Одиночний розряд – Парний розряд – Змішаний розряд                 | Боб Браян Майк Браян 6–4, 7–6(7–4)                         | Мікаель Льодра Жо-Вілфрід Тсонга                | Жульєн Беннето Рішар Гаске 7–6(7–4), 6–2 | Давид Феррер Фелісіано Лопес                                  |
| 30 липня | Олімпійські ігри Лондон, Англія Олімпійський турнір Трава – 64S/32D/16X Одиночний розряд – Парний розряд – Змішаний розряд                 | Вікторія Азаренко Макс Мирний 2–6, 6–3, [10–8]             | Лора Робсон Енді Маррей                         | Ліза Реймонд Майк Браян 6–3, 4–6, [10–4] | Сабіна Лісіцкі Крістофер Кас                                  |

### Серпень
| Тиждень             | Турнір | Переможець                                             | Фіналіст                       | Півфіналісти                              | Чвертьфіналісти                                                   |
| ------------------- | --- | ------------------------------------------------------ | ------------------------------ | ----------------------------------------- | ----------------------------------------------------------------- |
| 6 серпня            | Мастерс Канада Торонто, Канада Світовий Тур ATP Мастерс 1000 $3,496,085 – Хард – 56S/24Q/24D Одиночний розряд – Парний розряд     | Новак Джокович 6–3, 6–2                                | Рішар Гаске                    | Янко Типсаревич Джон Існер                | Томмі Гаас Марсель Гранольєрс Марді Фіш Мілош Раонич              |
| 6 серпня            | Мастерс Канада Торонто, Канада Світовий Тур ATP Мастерс 1000 $3,496,085 – Хард – 56S/24Q/24D Одиночний розряд – Парний розряд     | Боб Браян Майк Браян 6–1, 4–6, [12–10]                 | Марсель Гранольєрс Марк Лопес  | Янко Типсаревич Джон Існер                | Томмі Гаас Марсель Гранольєрс Марді Фіш Мілош Раонич              |
| 13 серпня           | Мастерс Цинциннаті Цинциннаті, США Світовий Тур ATP Мастерс 1000 $3,729,155 – Хард – 56S/28Q/24D Одиночний розряд – Парний розряд | Роджер Федерер 6–0, 7–6(9–7)                           | Новак Джокович                 | Станіслас Ваврінка Хуан-Мартін дель Потро | Марді Фіш Мілош Раонич Жеремі Шарді Марин Чилич                   |
| 13 серпня           | Мастерс Цинциннаті Цинциннаті, США Світовий Тур ATP Мастерс 1000 $3,729,155 – Хард – 56S/28Q/24D Одиночний розряд – Парний розряд | Роберт Лінстедт Хорія Текау 6–4, 6–4                   | Маєш Бхупаті Роган Бопанна     | Станіслас Ваврінка Хуан-Мартін дель Потро | Марді Фіш Мілош Раонич Жеремі Шарді Марин Чилич                   |
| 20 серпня           | Winston-Salem Open Вінстон-Сейлем, США Світовий Тур ATP 250 $658,450 – Хард – 48S/32Q/16D Одиночний розряд – Парний розряд        | Джон Існер 3–6, 6–4, 7–6(11–9)                         | Томаш Бердих                   | Жо-Вілфрід Тсонга Сем Кверрі              | Марсель Гранольєрс Давид Гоффен Олександр Долгополов Стів Дарсіс  |
| 20 серпня           | Winston-Salem Open Вінстон-Сейлем, США Світовий Тур ATP 250 $658,450 – Хард – 48S/32Q/16D Одиночний розряд – Парний розряд        | Сантьяго Гонсалес Скот Ліпскі 6–3, 4–6, [10–2]         | Пабло Андухар Леонардо Маєр    | Жо-Вілфрід Тсонга Сем Кверрі              | Марсель Гранольєрс Давид Гоффен Олександр Долгополов Стів Дарсіс  |
| 27 серпня 3 вересня | US Open Нью-Йорк, США Великий шолом $ – Хард 128S/128Q/64D/32X Одиночний розряд – Парний розряд – Змішаний розряд                 | Енді Маррей 7–6(12–10), 7–5, 2–6, 3–6, 6–2             | Новак Джокович                 | Томаш Бердих Давид Феррер                 | Роджер Федерер Марин Чилич Янко Типсаревич Хуан-Мартін дель Потро |
| 27 серпня 3 вересня | US Open Нью-Йорк, США Великий шолом $ – Хард 128S/128Q/64D/32X Одиночний розряд – Парний розряд – Змішаний розряд                 | Боб Браян Майк Браян 6–3, 6–4                          | Леандер Паєс Радек Штепанек    | Томаш Бердих Давид Феррер                 | Роджер Федерер Марин Чилич Янко Типсаревич Хуан-Мартін дель Потро |
| 27 серпня 3 вересня | US Open Нью-Йорк, США Великий шолом $ – Хард 128S/128Q/64D/32X Одиночний розряд – Парний розряд – Змішаний розряд                 | Катерина Макарова Бруно Соарес 6–7(8–10), 6–1, [12–10] | Квета Пешке Марчін Матковський | Томаш Бердих Давид Феррер                 | Роджер Федерер Марин Чилич Янко Типсаревич Хуан-Мартін дель Потро |

### Вересень
| Тиждень    | Турнір | Переможець                                    | Фіналіст                            | Півфіналісти                        | Чвертьфіналісти                                                              |
| ---------- | --- | --------------------------------------------- | ----------------------------------- | ----------------------------------- | ---------------------------------------------------------------------------- |
| 10 вересня | Кубок Девіса Хіхон, Іспанія – ґрунт Буенос-Айрес, Аргентина – ґрунт                                                                  | Переможці півфіналів Іспанія 3–1 Чехія 3–2    | Програли у півфіналах США Аргентина |                                     |                                                                              |
| 17 вересня | Moselle Open Метц, Франція Світовий Тур ATP 250 €467,800 – Хард (п) – 28S/32Q/16D Одиночний розряд – Парний розряд                   | Жо-Вілфрід Тсонга 6–1, 6–2                    | Андреас Сеппі                       | Микола Давиденко Гаель Монфіс       | Джессі Левайн Іво Карлович Флоріан Маєр Філіпп Кольшрайбер                   |
| 17 вересня | Moselle Open Метц, Франція Світовий Тур ATP 250 €467,800 – Хард (п) – 28S/32Q/16D Одиночний розряд – Парний розряд                   | Ніколя Маю Едуард Роже-Васселан 7–6(7–3), 6–4 | Йохан Брунстрем Фредерик Нільсен    | Микола Давиденко Гаель Монфіс       | Джессі Левайн Іво Карлович Флоріан Маєр Філіпп Кольшрайбер                   |
| 17 вересня | St. Petersburg Open Санкт-Петербург, Росія Світовий Тур ATP 250 $519,775 – Хард (п) – 32S/32Q/16D Одиночний розряд – Парний розряд   | Мартін Кліжан 6–2, 6–3                        | Фабіо Фон'їні                       | Михайло Южний Даніель Хімено-Травер | Гільєрмо Гарсія-Лопес Річардас Беранкіс Роберто Баутиста-Агут Флавіо Чіполла |
| 17 вересня | St. Petersburg Open Санкт-Петербург, Росія Світовий Тур ATP 250 $519,775 – Хард (п) – 32S/32Q/16D Одиночний розряд – Парний розряд   | Ражів Рам Ненад Зимон'їч 6–2, 4–6, [10–6]     | Лукаш Лацко Ігор Зеленай            | Михайло Южний Даніель Хімено-Травер | Гільєрмо Гарсія-Лопес Річардас Беранкіс Роберто Баутиста-Агут Флавіо Чіполла |
| 24 вересня | PTT Thailand Open Бангкок, Таїланд Світовий Тур ATP 250 $631,530 – Хард (п) – 28S/32Q/16D Одиночний розряд – Парний розряд           | Рішар Гаске 6–2, 6–1                          | Жиль Симон                          | Янко Типсаревич Яркко Нієменен      | Фернандо Вердаско Гаель Монфіс Мілош Раонич Бернард Томич                    |
| 24 вересня | PTT Thailand Open Бангкок, Таїланд Світовий Тур ATP 250 $631,530 – Хард (п) – 28S/32Q/16D Одиночний розряд – Парний розряд           | Лю Єн-Хсун Данай Удомчоке 6–3, 6–4            | Ерік Буторак Пол Анлі               | Янко Типсаревич Яркко Нієменен      | Фернандо Вердаско Гаель Монфіс Мілош Раонич Бернард Томич                    |
| 24 вересня | Proton Malaysian Open Куала Лумпур, Малайзія Світовий Тур ATP 250 $984,300 – Хард (п) – 28S/16Q/16D Одиночний розряд – Парний розряд | Хуан Монако 7–5, 4–6, 6–3                     | Жульєн Беннето                      | Давид Феррер Кей Нісікорі           | Ігор Сижслінг Алехандро Фалья Микола Давиденко Васек Поспішил                |
| 24 вересня | Proton Malaysian Open Куала Лумпур, Малайзія Світовий Тур ATP 250 $984,300 – Хард (п) – 28S/16Q/16D Одиночний розряд – Парний розряд | Александер Пея Бруно Соарес 5–7, 7–5, [10–7]  | Колін Флемінг Росс Хатчінс          | Давид Феррер Кей Нісікорі           | Ігор Сижслінг Алехандро Фалья Микола Давиденко Васек Поспішил                |

### Жовтень
| Тиждень   | Турнір | Переможець                                         | Фіналіст                            | Півфіалісти                      | Чвертьфіналісти                                                   |  |  |
| --------- | --- | -------------------------------------------------- | ----------------------------------- | -------------------------------- | ----------------------------------------------------------------- |  |  |
| 1 жовтня  | China Open Пекін, Китай Світовий Тур ATP 500 $3,566,050 – Хард – 32S/16Q/16D Одиночний розряд – Парний розряд                       | Новак Джокович 7–6(7–4), 6–2                       | Жо-Вілфрід Тсонга                   | Флоріан Маєр Фелісіано Лопес     | Юрген Мельцер Шанг Же Михайло Южний Сем Кверрі                    |  |  |
| 1 жовтня  | China Open Пекін, Китай Світовий Тур ATP 500 $3,566,050 – Хард – 32S/16Q/16D Одиночний розряд – Парний розряд                       | Боб Браян Майк Браян 6–3, 6–2                      | Карлос Берлок Денис Істомін         | Флоріан Маєр Фелісіано Лопес     | Юрген Мельцер Шанг Же Михайло Южний Сем Кверрі                    |  |  |
| 1 жовтня  | Japan Open Tennis Championships Токіо, Японія Світовий Тур ATP 500 $1,437,800 – Хард – 32S/16Q/16D Одиночний розряд – Парний розряд | Кей Нісікорі 7–6(7–5), 3–6, 6–0                    | Мілош Раонич                        | Енді Маррей Маркос Багдатіс      | Станіслас Ваврінка Янко Типсаревич Дмитро Турсунов Томаш Бердих   |  |  |
| 1 жовтня  | Japan Open Tennis Championships Токіо, Японія Світовий Тур ATP 500 $1,437,800 – Хард – 32S/16Q/16D Одиночний розряд – Парний розряд | Александер Пея Бруно Соарес 6–3, 7–6(7–5)          | Леандер Паєс Радек Штепанек         | Енді Маррей Маркос Багдатіс      | Станіслас Ваврінка Янко Типсаревич Дмитро Турсунов Томаш Бердих   |  |  |
| 8 жовтня  | Мастерс Шанхай Шанхай, Китай Світовий Тур ATP Мастерс 1000 $6,211,445 – Хард – 56S/28Q/24D Одиночний розряд – Парний розряд         | Новак Джокович 5–7, 7–6(13–11), 6–3                | Енді Маррей                         | Роджер Федерер Томаш Бердих      | Марин Чилич Радек Штепанек Жо-Вілфрід Тсонга Томмі Гаас           |  |  |
| 8 жовтня  | Мастерс Шанхай Шанхай, Китай Світовий Тур ATP Мастерс 1000 $6,211,445 – Хард – 56S/28Q/24D Одиночний розряд – Парний розряд         | Леандер Паєс Радек Штепанек 6–7(7–9), 6–3, [10–5]  | Маєш Бхупаті Роган Бопанна          | Роджер Федерер Томаш Бердих      | Марин Чилич Радек Штепанек Жо-Вілфрід Тсонга Томмі Гаас           |  |  |
| 15 жовтня | Kremlin Cup Москва, Росія Світовий Тур ATP 250 $823,550 – Хард (п) – 28S/32Q/16D Одиночний розряд – Парний розряд                   | Андреас Сеппі 3–6, 7–6(7–3), 6–3                   | Томаш Белуччі                       | Іво Карлович Малек Жазірі        | Едуард Роже-Васселан Єжи Янович Лукаш Росол Татсума Іто           |  |  |
| 15 жовтня | Kremlin Cup Москва, Росія Світовий Тур ATP 250 $823,550 – Хард (п) – 28S/32Q/16D Одиночний розряд – Парний розряд                   | Франчишек Чермак Міхал Мертінак 7–5, 6–3           | Сімоне Болелі Даніелє Браччіалє     | Іво Карлович Малек Жазірі        | Едуард Роже-Васселан Єжи Янович Лукаш Росол Татсума Іто           |  |  |
| 15 жовтня | Stockholm Open Стокгольм, Швеція Світовий Тур ATP 250 €600,565 – Хард (і) – 28S/32Q/16D Одиночний розряд – Парний розряд            | Томаш Бердих 4–6, 6–4, 6–4                         | Жо-Вілфрід Тсонга                   | Маркос Багдатіс Ніколас Альмагро | Сергій Стаховський Річардас Беранкіс Ллейтон Г'юїтт Михайло Южний |  |  |
| 15 жовтня | Stockholm Open Стокгольм, Швеція Світовий Тур ATP 250 €600,565 – Хард (і) – 28S/32Q/16D Одиночний розряд – Парний розряд            | Марсело Мело Бруно Соарес 6–7(7–4), 6–4, [10–6]    | Роберт Лінстедт Ненад Зимон'їч      | Маркос Багдатіс Ніколас Альмагро | Сергій Стаховський Річардас Беранкіс Ллейтон Г'юїтт Михайло Южний |  |  |
| 15 жовтня | Erste Bank Open Відень, Австрія Світовий Тур ATP 250 €571,775 – Хард (п) – 28S/32Q/16D Одиночний розряд – Парний розряд             | Хуан-Мартін дель Потро 7–5, 6–3                    | Грега Земля                         | Жиль Мюллер Янко Типсаревич      | Маринко Матошевич Паоло Лоренці Томмі Гаас Альяж Бедене           |  |  |
| 15 жовтня | Erste Bank Open Відень, Австрія Світовий Тур ATP 250 €571,775 – Хард (п) – 28S/32Q/16D Одиночний розряд – Парний розряд             | Андре Бегеманн Мартін Еммріх 6–4, 3–6, [10–4]      | Джуліан Ноул Філіп Полашек          | Жиль Мюллер Янко Типсаревич      | Маринко Матошевич Паоло Лоренці Томмі Гаас Альяж Бедене           |  |  |
| 22 жовтня | Valencia Open 500 Валенсія, Іспанія Світовий Тур ATP 500 €2,171,095 – Хард (п) – 32S/16Q/16D Одиночний розряд – Парний розряд       | Давид Феррер 6–1, 3–6, 6–4                         | Олександр Долгополов                | Іван Додіг Юрген Мельцер         | Ніколас Альмагро Марин Чилич Марсель Гранольєрс Давид Гоффен      |  |  |
| 22 жовтня | Valencia Open 500 Валенсія, Іспанія Світовий Тур ATP 500 €2,171,095 – Хард (п) – 32S/16Q/16D Одиночний розряд – Парний розряд       | Александер Пея Бруно Соарес 6–3, 6–2               | Давид Марреро Фернандо Вердаско     | Іван Додіг Юрген Мельцер         | Ніколас Альмагро Марин Чилич Марсель Гранольєрс Давид Гоффен      |  |  |
| 22 жовтня | Swiss Indoors Базель, Швейцарія Світовий Тур ATP 500 €1,988,835 – Хард (п) – 32S/16Q/16D Одиночний розряд – Парний розряд           | Хуан-Мартін дель Потро 6–4, 6–7(5–7), 7–6(7–3)     | Роджер Федерер                      | Пол-Анрі Матьє Рішар Гаске       | Бенуа Пер Григор Димитров Миайло Южний Кевін Андерсон             |  |  |
| 22 жовтня | Swiss Indoors Базель, Швейцарія Світовий Тур ATP 500 €1,988,835 – Хард (п) – 32S/16Q/16D Одиночний розряд – Парний розряд           | Деніел Нестор Ненад Зимон'їч 7–5, 6–7(4–7), [10–5] | Тріт Конрад Х'ю Домінік Інглот      | Пол-Анрі Матьє Рішар Гаске       | Бенуа Пер Григор Димитров Миайло Южний Кевін Андерсон             |  |  |
| 29 жовтня | Мастерс Париж Париж, Франція Світовий Тур ATP Мастерс 1000 €3,204,745 – Хард (п) – 48S/24Q/24D Одиночний розряд – Парний розряд     | Давид Феррер 6–4, 6–3                              | Єжи Янович                          | Жиль Симон Мікаель Льодра        | Томаш Бердих Янко Типсаревич Жо-Вілфрід Тсонга Сем Кверрі         |  |  |
| 29 жовтня | Мастерс Париж Париж, Франція Світовий Тур ATP Мастерс 1000 €3,204,745 – Хард (п) – 48S/24Q/24D Одиночний розряд – Парний розряд     | Маєш Бхупаті Роган Бопанна 7–6(8–6), 6–3           | Айсам-уль-Ак Кюреші Жан-Жульєн Роєр | Жиль Симон Мікаель Льодра        | Томаш Бердих Янко Типсаревич Жо-Вілфрід Тсонга Сем Кверрі         |  |  |

### Листопад
| Тиждень      | Турнір | Переможець                                     | Фіналіст                   | Півфіналіст                        | Чвертьфіналіст                                                             |
| ------------ | --- | ---------------------------------------------- | -------------------------- | ---------------------------------- | -------------------------------------------------------------------------- |
| 4 листопада  | Підсумковий турнір Лондон, Англія Підсумковий турнір $6,000,000 – Хард (п) – 8S/8D (ГР) Одиночний розряд – Парний розряд | Новак Джокович 7–6(8–6), 7–5                   | Роджер Федерер             | Хуан-Мартін дель Потро Енді Маррей | Груповий раунд Янко Типсаревич Томаш Бердих Жо-Вілфрід Тсонга Давид Феррер |
| 4 листопада  | Підсумковий турнір Лондон, Англія Підсумковий турнір $6,000,000 – Хард (п) – 8S/8D (ГР) Одиночний розряд – Парний розряд | Марсель Гранольєрс Марк Лопес 7–5, 3–6, [10–3] | Маєш Бхупаті Роган Бопанна | Хуан-Мартін дель Потро Енді Маррей | Груповий раунд Янко Типсаревич Томаш Бердих Жо-Вілфрід Тсонга Давид Феррер |
| 11 листопада | Кубок Девіса Прага, Чехія – хард (п)                                                                                     | Чехія 3–2                                      | Іспанія                    |                                    |                                                                            |

## Статистика турнірів

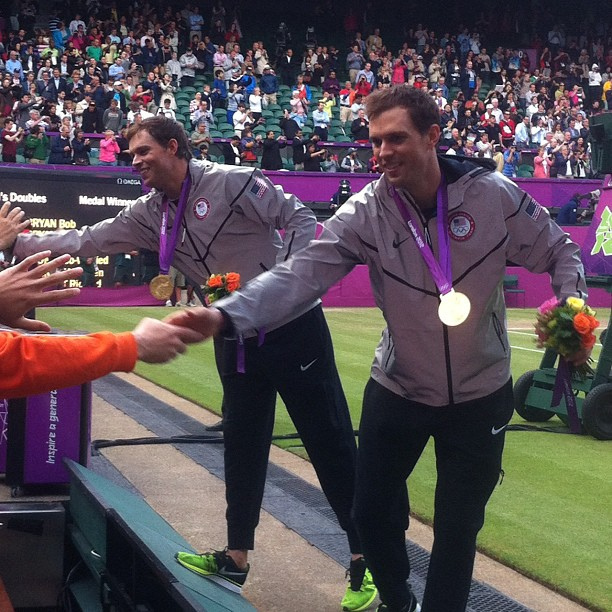
Боб і Майк Браяни виграли сім парних титулів у 2012 році, включаючи Олімпіаду і четвертий US Open.

Ці таблиці презентують кількість виграних турнірів кожним окремим гравцем та представниками різних країн. Враховані одиночні (S), парні (D) та змішані (X) титули на турнірах усіх рівнів: Великий шолом, Підсумковий, Олімпіада, Мастерс, 500, 250.

### Ключ
| Турнір Великого шолома        |
| Фінал Світового Туру ATP      |
| Олімпійські ігри              |
| Світовий Тур ATP Мастерс 1000 |
| Світовий Тур ATP 500          |
| Світовий Тур ATP 250          |

### Титули окремих гравців
| Total | Player                 | S | D | X | S | D | X | S | D | S | D | S | D | S | D | S | D | X |
| ----- | ---------------------- | - | - | - | - | - | - | - | - | - | - | - | - | - | - | - | - | - |
| 8'    | Майк Браян             |   | ● | ● |   | ● |   |   |   |   | ● |   | ● |   | ● | 0 | 7 | 1 |
| 7'    | Боб Браян              |   | ● |   |   | ● |   |   |   |   | ● |   | ● |   | ● | 0 | 7 | 0 |
| 7'    | Давид Феррер           |   |   |   |   |   |   |   |   | ● |   | ● |   | ● |   | 7 | 0 | 0 |
| 6'    | Новак Джокович         | ● |   |   |   |   |   | ● |   | ● |   | ● |   |   |   | 6 | 0 | 0 |
| 6'    | Роджер Федерер         | ● |   |   |   |   |   |   |   | ● |   | ● |   |   |   | 6 | 0 | 0 |
| 6'    | Бруно Соарес           |   |   | ● |   |   |   |   |   |   |   |   | ● |   | ● | 0 | 5 | 1 |
| 5'    | Рафаель Надаль         | ● |   |   |   |   |   |   |   | ● | ● | ● |   |   |   | 4 | 1 | 0 |
| 5'    | Макс Мирний            |   | ● |   |   |   | ● |   |   |   |   |   | ● |   | ● | 0 | 4 | 1 |
| 5'    | Хорія Текау            |   |   | ● |   |   |   |   |   |   | ● |   |   |   | ● | 0 | 4 | 1 |
| 5'    | Деніел Нестор          |   | ● |   |   |   |   |   |   |   |   |   | ● |   | ● | 0 | 5 | 0 |
| 4'    | Леандер Паєс           |   | ● |   |   |   |   |   |   |   | ● |   |   |   | ● | 0 | 4 | 0 |
| 4'    | Марк Лопес             |   |   |   |   |   |   |   | ● |   | ● |   |   |   | ● | 0 | 4 | 0 |
| 4'    | Роберт Лінстедт        |   |   |   |   |   |   |   |   |   | ● |   |   |   | ● | 0 | 4 | 0 |
| 4'    | Давид Марреро          |   |   |   |   |   |   |   |   |   |   |   | ● |   | ● | 0 | 4 | 0 |
| 4'    | Александер Пея         |   |   |   |   |   |   |   |   |   |   |   | ● |   | ● | 0 | 4 | 0 |
| 4'    | Фернандо Вердаско      |   |   |   |   |   |   |   |   |   |   |   | ● |   | ● | 0 | 4 | 0 |
| 4'    | Хуан-Мартін дель Потро |   |   |   |   |   |   |   |   |   |   | ● |   | ● |   | 4 | 0 | 0 |
| 4     | Хуан Монако            |   |   |   |   |   |   |   |   |   |   | ● |   | ● |   | 4 | 0 | 0 |
| 3     | Радек Штепанек         |   | ● |   |   |   |   |   |   |   | ● |   |   |   |   | 0 | 3 | 0 |
| 3     | Маєш Бхупаті           |   |   | ● |   |   |   |   |   |   | ● |   | ● |   |   | 0 | 2 | 1 |
| 3     | Енді Маррей            | ● |   |   | ● |   |   |   |   |   |   |   |   | ● |   | 3 | 0 | 0 |
| 3     | Марсель Гранольєрс     |   |   |   |   |   |   |   | ● |   | ● |   |   |   | ● | 0 | 3 | 0 |
| 3     | Ненад Зимон'їч         |   |   |   |   |   |   |   |   |   |   |   | ● |   | ● | 0 | 3 | 0 |
| 3     | Франчишек Чермак       |   |   |   |   |   |   |   |   |   |   |   |   |   | ● | 0 | 3 | 0 |
| 3     | Ніколя Маю             |   |   |   |   |   |   |   |   |   |   |   |   |   | ● | 0 | 3 | 0 |
| 3     | Едуард Роже-Васселан   |   |   |   |   |   |   |   |   |   |   |   |   |   | ● | 0 | 3 | 0 |
| 2     | Роган Бопанна          |   |   |   |   |   |   |   |   |   | ● |   | ● |   |   | 0 | 2 | 0 |
| 2     | Маріуш Фіштенберг      |   |   |   |   |   |   |   |   |   | ● |   | ● |   |   | 0 | 2 | 0 |
| 2     | Марчин Матковський     |   |   |   |   |   |   |   |   |   | ● |   | ● |   |   | 0 | 2 | 0 |
| 2     | Ніколас Альмагро       |   |   |   |   |   |   |   |   |   |   |   |   | ● |   | 2 | 0 | 0 |
| 2     | Марин Чилич            |   |   |   |   |   |   |   |   |   |   |   |   | ● |   | 2 | 0 | 0 |
| 2     | Томаш Бердих           |   |   |   |   |   |   |   |   |   |   |   |   | ● |   | 2 | 0 | 0 |
| 2     | Джон Існер             |   |   |   |   |   |   |   |   |   |   |   |   | ● |   | 2 | 0 | 0 |
| 2     | Мілош Раонич           |   |   |   |   |   |   |   |   |   |   |   |   | ● |   | 2 | 0 | 0 |
| 2     | Енді Роддік            |   |   |   |   |   |   |   |   |   |   |   |   | ● |   | 2 | 0 | 0 |
| 2     | Андреас Сеппі          |   |   |   |   |   |   |   |   |   |   |   |   | ● |   | 2 | 0 | 0 |
| 2     | Жо-Вілфрід Тсонга      |   |   |   |   |   |   |   |   |   |   |   |   | ● |   | 2 | 0 | 0 |
| 2     | Сем Кверрі             |   |   |   |   |   |   |   |   |   |   |   |   | ● | ● | 1 | 1 | 0 |
| 2     | Янко Типсаревич        |   |   |   |   |   |   |   |   |   |   |   |   | ● | ● | 1 | 1 | 0 |
| 2     | Михайло Южний          |   |   |   |   |   |   |   |   |   |   |   |   | ● | ● | 1 | 1 | 0 |
| 2     | Колін Флемінг          |   |   |   |   |   |   |   |   |   |   |   |   |   | ● | 0 | 2 | 0 |
| 2     | Сантьяго Гонсалес      |   |   |   |   |   |   |   |   |   |   |   |   |   | ● | 0 | 2 | 0 |
| 2     | Росс Хатчінс           |   |   |   |   |   |   |   |   |   |   |   |   |   | ● | 0 | 2 | 0 |
| 2     | Скот Ліпскі            |   |   |   |   |   |   |   |   |   |   |   |   |   | ● | 0 | 2 | 0 |
| 2     | Ксав'є Малісс          |   |   |   |   |   |   |   |   |   |   |   |   |   | ● | 0 | 2 | 0 |
| 2     | Філіп Полашек          |   |   |   |   |   |   |   |   |   |   |   |   |   | ● | 0 | 2 | 0 |
| 2     | Айсам-аль-Ук Кюреші    |   |   |   |   |   |   |   |   |   |   |   |   |   | ● | 0 | 2 | 0 |
| 2     | Жан-Жульєн Роєр        |   |   |   |   |   |   |   |   |   |   |   |   |   | ● | 0 | 2 | 0 |
| 1     | Джонатан Меррей        |   | ● |   |   |   |   |   |   |   |   |   |   |   |   | 0 | 1 | 0 |
| 1     | Фредерик Нільсен       |   | ● |   |   |   |   |   |   |   |   |   |   |   |   | 0 | 1 | 0 |
| 1     | Олександр Долгополов   |   |   |   |   |   |   |   |   |   |   | ● |   |   |   | 1 | 0 | 0 |
| 1     | Юрген Мельцер          |   |   |   |   |   |   |   |   |   |   | ● |   |   |   | 1 | 0 | 0 |
| 1     | Кей Нісікорі           |   |   |   |   |   |   |   |   |   |   | ● |   |   |   | 1 | 0 | 0 |
| 1     | Тріт Конрад Х'ю        |   |   |   |   |   |   |   |   |   |   |   | ● |   |   | 0 | 1 | 0 |
| 1     | Домінік Інглот         |   |   |   |   |   |   |   |   |   |   |   | ● |   |   | 0 | 1 | 0 |
| 1     | Мікаель Льодра         |   |   |   |   |   |   |   |   |   |   |   | ● |   |   | 0 | 1 | 0 |
| 1     | Кевін Андерсон         |   |   |   |   |   |   |   |   |   |   |   |   | ● |   | 1 | 0 | 0 |
| 1     | Пабло Андухар          |   |   |   |   |   |   |   |   |   |   |   |   | ● |   | 1 | 0 | 0 |
| 1     | Томаш Белуччі          |   |   |   |   |   |   |   |   |   |   |   |   | ● |   | 1 | 0 | 0 |
| 1     | Рішар Гаске            |   |   |   |   |   |   |   |   |   |   |   |   | ● |   | 1 | 0 | 0 |
| 1     | Томмі Гаас             |   |   |   |   |   |   |   |   |   |   |   |   | ● |   | 1 | 0 | 0 |
| 1     | Робін Хаасе            |   |   |   |   |   |   |   |   |   |   |   |   | ● |   | 1 | 0 | 0 |
| 1     | Мартін Кліжан          |   |   |   |   |   |   |   |   |   |   |   |   | ● |   | 1 | 0 | 0 |
| 1     | Філіпп Кольшрайбер     |   |   |   |   |   |   |   |   |   |   |   |   | ● |   | 1 | 0 | 0 |
| 1     | Яркко Нієменен         |   |   |   |   |   |   |   |   |   |   |   |   | ● |   | 1 | 0 | 0 |
| 1     | Жиль Симон             |   |   |   |   |   |   |   |   |   |   |   |   | ● |   | 1 | 0 | 0 |
| 1     | Маркос Багдатіс        |   |   |   |   |   |   |   |   |   |   |   |   |   | ● | 0 | 1 | 0 |
| 1     | Андре Бегеманн         |   |   |   |   |   |   |   |   |   |   |   |   |   | ● | 0 | 1 | 0 |
| 1     | Рубен Бемельманс       |   |   |   |   |   |   |   |   |   |   |   |   |   | ● | 0 | 1 | 0 |
| 1     | Джеймс Блейк           |   |   |   |   |   |   |   |   |   |   |   |   |   | ● | 0 | 1 | 0 |
| 1     | Дастін Браун           |   |   |   |   |   |   |   |   |   |   |   |   |   | ● | 0 | 1 | 0 |
| 1     | Ерік Буторак           |   |   |   |   |   |   |   |   |   |   |   |   |   | ● | 0 | 1 | 0 |
| 1     | Жеремі Шарді           |   |   |   |   |   |   |   |   |   |   |   |   |   | ● | 0 | 1 | 0 |
| 1     | Метью Ебден            |   |   |   |   |   |   |   |   |   |   |   |   |   | ● | 0 | 1 | 0 |
| 1     | Мартін Еммріх          |   |   |   |   |   |   |   |   |   |   |   |   |   | ● | 0 | 1 | 0 |
| 1     | Джонатан Ерліх         |   |   |   |   |   |   |   |   |   |   |   |   |   | ● | 0 | 1 | 0 |
| 1     | Фредерико Жил          |   |   |   |   |   |   |   |   |   |   |   |   |   | ● | 0 | 1 | 0 |
| 1     | Даніель Хімено-Травер  |   |   |   |   |   |   |   |   |   |   |   |   |   | ● | 0 | 1 | 0 |
| 1     | Пол Анлі               |   |   |   |   |   |   |   |   |   |   |   |   |   | ● | 0 | 1 | 0 |
| 1     | Раян Харрісон          |   |   |   |   |   |   |   |   |   |   |   |   |   | ● | 0 | 1 | 0 |
| 1     | Джуліан Ноул           |   |   |   |   |   |   |   |   |   |   |   |   |   | ● | 0 | 1 | 0 |
| 1     | Марк Ноулз             |   |   |   |   |   |   |   |   |   |   |   |   |   | ● | 0 | 1 | 0 |
| 1     | Лукаш Кубот            |   |   |   |   |   |   |   |   |   |   |   |   |   | ● | 0 | 1 | 0 |
| 1     | Олівер Марах           |   |   |   |   |   |   |   |   |   |   |   |   |   | ● | 0 | 1 | 0 |
| 1     | Марсело Мело           |   |   |   |   |   |   |   |   |   |   |   |   |   | ● | 0 | 1 | 0 |
| 1     | Міхал Мертинак         |   |   |   |   |   |   |   |   |   |   |   |   |   | ● | 0 | 1 | 0 |
| 1     | Енді Рам               |   |   |   |   |   |   |   |   |   |   |   |   |   | ● | 0 | 1 | 0 |
| 1     | Ражів Рам              |   |   |   |   |   |   |   |   |   |   |   |   |   | ● | 0 | 1 | 0 |
| 1     | Лукаш Росол            |   |   |   |   |   |   |   |   |   |   |   |   |   | ● | 0 | 1 | 0 |
| 1     | Данай Удомчоке         |   |   |   |   |   |   |   |   |   |   |   |   |   | ● | 0 | 1 | 0 |
| 1     | Лю Єн-Хсун             |   |   |   |   |   |   |   |   |   |   |   |   |   | ● | 0 | 1 | 0 |

### Титули, виграні представниками різних націй
| Всього | Країна            | S | D | X | S | D | X | S | D | S | D | S | D | S | D | S  | D  | X |
| ------ | ----------------- | - | - | - | - | - | - | - | - | - | - | - | - | - | - | -- | -- | - |
| 23     | Іспанія           | 1 |   |   |   |   |   |   | 1 | 3 | 2 | 3 | 2 | 7 | 4 | 14 | 9  | 0 |
| 19     | США               |   | 1 | 1 |   | 1 |   |   |   |   | 2 |   | 1 | 5 | 8 | 5  | 13 | 1 |
| 11     | Сербія            | 1 |   |   |   |   |   | 1 |   | 3 |   | 1 | 2 | 1 | 2 | 7  | 4  | 0 |
| 9      | Франція           |   |   |   |   |   |   |   |   |   |   |   | 1 | 4 | 4 | 4  | 5  | 0 |
| 8      | Чехія             |   | 1 |   |   |   |   |   |   |   | 2 |   |   | 1 | 4 | 1  | 7  | 0 |
| 8      | Аргентина         |   |   |   |   |   |   |   |   |   |   | 2 |   | 6 |   | 8  | 0  | 0 |
| 7      | Індія             |   | 1 | 1 |   |   |   |   |   |   | 3 |   | 1 |   | 1 | 0  | 6  | 1 |
| 7      | Велика Британія   | 1 | 1 |   | 1 |   |   |   |   |   |   |   | 1 | 1 | 2 | 3  | 4  | 0 |
| 7      | Канада            |   | 1 |   |   |   |   |   |   |   |   |   | 2 | 2 | 2 | 2  | 5  | 0 |
| 7      | Бразилія          |   |   | 1 |   |   |   |   |   |   |   |   | 2 | 1 | 3 | 1  | 5  | 1 |
| 6      | Швейцарія         | 1 |   |   |   |   |   |   |   | 3 |   | 2 |   |   |   | 6  | 0  | 0 |
| 6      | Австрія           |   |   |   |   |   |   |   |   |   |   | 1 | 2 |   | 3 | 1  | 5  | 0 |
| 5      | Румунія           |   |   | 1 |   |   |   |   |   |   | 1 |   |   |   | 3 | 0  | 4  | 1 |
| 5      | Білорусь          |   | 1 |   |   |   | 1 |   |   |   |   |   | 1 |   | 2 | 0  | 4  | 1 |
| 4      | Швеція            |   |   |   |   |   |   |   |   |   | 1 |   |   |   | 3 | 0  | 4  | 0 |
| 4      | Німеччина         |   |   |   |   |   |   |   |   |   |   |   |   | 2 | 2 | 2  | 2  | 0 |
| 4      | Словаччина        |   |   |   |   |   |   |   |   |   |   |   |   | 1 | 3 | 1  | 3  | 0 |
| 3      | Польща            |   |   |   |   |   |   |   |   |   | 1 |   | 1 |   | 1 | 0  | 3  | 0 |
| 3      | Нідерланди        |   |   |   |   |   |   |   |   |   |   |   |   | 1 | 2 | 1  | 2  | 0 |
| 2      | Хорватія          |   |   |   |   |   |   |   |   |   |   |   |   | 2 |   | 2  | 0  | 0 |
| 2      | Італія            |   |   |   |   |   |   |   |   |   |   |   |   | 2 |   | 2  | 0  | 0 |
| 2      | Росія             |   |   |   |   |   |   |   |   |   |   |   |   | 1 | 1 | 1  | 1  | 0 |
| 2      | Австралія         |   |   |   |   |   |   |   |   |   |   |   |   |   | 2 | 0  | 2  | 0 |
| 2      | Бельгія           |   |   |   |   |   |   |   |   |   |   |   |   |   | 2 | 0  | 2  | 0 |
| 2      | Мексика           |   |   |   |   |   |   |   |   |   |   |   |   |   | 2 | 0  | 2  | 0 |
| 2'     | Пакистан          |   |   |   |   |   |   |   |   |   |   |   |   |   | 2 | 0  | 2  | 0 |
| 1'     | Данія             |   | 1 |   |   |   |   |   |   |   |   |   |   |   |   | 0  | 1  | 0 |
| 1'     | Японія            |   |   |   |   |   |   |   |   |   |   | 1 |   |   |   | 1  | 0  | 0 |
| 1'     | Україна           |   |   |   |   |   |   |   |   |   |   | 1 |   |   |   | 1  | 0  | 0 |
| 1'     | Філіппіни         |   |   |   |   |   |   |   |   |   |   |   | 1 |   |   | 0  | 1  | 0 |
| 1'     | Фінляндія         |   |   |   |   |   |   |   |   |   |   |   |   | 1 |   | 1  | 0  | 0 |
| 1'     | ПАР               |   |   |   |   |   |   |   |   |   |   |   |   | 1 |   | 1  | 0  | 0 |
| 1'     | Багамські Острови |   |   |   |   |   |   |   |   |   |   |   |   |   | 1 | 0  | 1  | 0 |
| 1'     | Кіпр              |   |   |   |   |   |   |   |   |   |   |   |   |   | 1 | 0  | 1  | 0 |
| 1'     | Ізраїль           |   |   |   |   |   |   |   |   |   |   |   |   |   | 1 | 0  | 1  | 0 |
| 1'     | Португалія        |   |   |   |   |   |   |   |   |   |   |   |   |   | 1 | 0  | 1  | 0 |
| 1'     | Таїланд           |   |   |   |   |   |   |   |   |   |   |   |   |   | 1 | 0  | 1  | 0 |
| 1'     | Китайський Тайбей |   |   |   |   |   |   |   |   |   |   |   |   |   | 1 | 0  | 1  | 0 |

### Інформація про титули
Нижче наведено список гравців, які у 2012 році здобули свій перший титул в одиночному, парному або змішаному розрядах:
- Лукаш Росол – Doha (парний розряд)
- Янко Типсаревич – Chennai (парний розряд)
- Хорія Текау – Australian Open (змішаний розряд)
- Едуард Роже-Васселан – Монпельє (парний розряд)
- Маркос Багдатіс – Загреб (парний розряд)
- Фредерико Жил – Віна дель Мар (парний розряд)
- Даніель Хімено-Травер – Віна дель Мар (парний розряд)
- Фредерик Нільсен – Вімблдон (парний розряд)
- Джонатан Меррей – Вімблдон (парний розряд)
- Рубен Бемельманс – Лос-Анджелес (парний розряд)
- Тріт Конрад Х'ю – Вашингтон (парний розряд)
- Домінік Інглот – Вашингтон (парний розряд)
- Бруно Соарес – Відкритий чемпіонат США з тенісу 2012 (змішаний розряд)
- Мартін Кліжан – Санкт-Петербург (одиночний розряд)
- Данай Удомчоке – Бангкок (парний розряд)
- Андре Бегеманн – Відень (парний розряд)
- Мартін Еммріх – Відень (парний розряд)

Наведені нижче гравці у 2012 році захистили свій титул в одиночному, парному або змішаному розрядах.
- Давид Феррер – Окленд (одиночний розряд), Акапулько (одиночний розряд)
- Леандер Паєс – Ченнай (парний розряд), Маямі (парний розряд)
- Новак Джокович – Australian Open (одиночний розряд), Маямі (одиночний розряд), Торонто (одиночний розряд)
- Бруно Соарес – Сан-Паулу (парний розряд)
- Ніколас Альмагро – Сан-Паулу (одиночний розряд), Ніцца (одиночний розряд)
- Мілош Раонич – Сан-Хосе (одиночний розряд)
- Макс Мирний – Мемфіс (парний розряд), Ролан Гаррос (парний розряд)
- Деніел Нестор – Мемфіс (парний розряд), Ролан Гаррос (парний розряд)
- Пабло Андухар – Касабланка (одиночний розряд)
- Рафаель Надаль – Монте-Карло (одиночний розряд), Барселона (одиночний розряд), Ролан Гаррос (одиночний розряд)
- Боб Браян – Монте-Карло (парний розряд)
- Майк Браян – Монте-Карло (парний розряд)
- Хуан-Мартін дель Потро – Ешторил (одиночний розряд)
- Жан-Жульєн Роєр – Ешторил (парний розряд)
- Айсам-аль-Ук Кюреші – Галле (парний розряд)
- Роберт Лінстедт – Баштад (парний розряд)
- Хорія Текау – Баштад (парний розряд)
- Джон Існер – Ньюпорт (одиночний розряд), Вінстон-Сейлем (одиночний розряд)
- Метью Ебден – Атланта (парний розряд)
- Робін Хаасе – Кітцбюель (одиночний розряд)
- Ксав'є Малісс – Лос-Анджелес (парний розряд)
- Жо-Вілфрід Тсонга – Метц (одиночний розряд)
- Франчишек Чермак – Москва (парний розряд)
- Ненад Зимон'їч – Базель (парний розряд)
- Роган Бопанна – Париж (парний розряд)

## Нарахування очок
| Категорія                               | П                     | Ф                    | ПФ                  | ЧФ                                                                                           | 1/8                                                                                          | 1/16                                                                                         | 1/32                                                                                         | 1/64                                                                                         | Кв                                                                                           | 3РК                                                                                          | 2РК                                                                                          | 1РК                                                                                          |
| Великий шолом (128S)                    | 2000                  | 1200                 | 720                 | 360                                                                                          | 180                                                                                          | 90                                                                                           | 45                                                                                           | 10                                                                                           | 25                                                                                           | 16                                                                                           | 8                                                                                            | 0                                                                                            |
| Великий шолом (64D)                     | 2000                  | 1200                 | 720                 | 360                                                                                          | 180                                                                                          | 90                                                                                           | 0                                                                                            | –                                                                                            | 25                                                                                           | –                                                                                            | 0                                                                                            | 0                                                                                            |
| Фінал Світового Туру ATP (8S/8D)        | 1500 (max) 1100 (min) | 1000 (max) 600 (min) | 600 (max) 200 (min) | 200 за перемогу на груповому етапі, +400 за перемогу у півфіналі, +500 за перемогу у фіналі. | 200 за перемогу на груповому етапі, +400 за перемогу у півфіналі, +500 за перемогу у фіналі. | 200 за перемогу на груповому етапі, +400 за перемогу у півфіналі, +500 за перемогу у фіналі. | 200 за перемогу на груповому етапі, +400 за перемогу у півфіналі, +500 за перемогу у фіналі. | 200 за перемогу на груповому етапі, +400 за перемогу у півфіналі, +500 за перемогу у фіналі. | 200 за перемогу на груповому етапі, +400 за перемогу у півфіналі, +500 за перемогу у фіналі. | 200 за перемогу на груповому етапі, +400 за перемогу у півфіналі, +500 за перемогу у фіналі. | 200 за перемогу на груповому етапі, +400 за перемогу у півфіналі, +500 за перемогу у фіналі. | 200 за перемогу на груповому етапі, +400 за перемогу у півфіналі, +500 за перемогу у фіналі. |
| Світовий Тур ATP Мастерс 1000 (96S)     | 1000                  | 600                  | 360                 | 180                                                                                          | 90                                                                                           | 45                                                                                           | 25                                                                                           | 10                                                                                           | 16                                                                                           | –                                                                                            | 8                                                                                            | 0                                                                                            |
| Світовий Тур ATP Мастерс 1000 (56S/48S) | 1000                  | 600                  | 360                 | 180                                                                                          | 90                                                                                           | 45                                                                                           | 10                                                                                           | –                                                                                            | 25                                                                                           | –                                                                                            | 16                                                                                           | 0                                                                                            |
| Світовий Тур ATP Мастерс 1000 (32D/24D) | 1000                  | 600                  | 360                 | 180                                                                                          | 90                                                                                           | 0                                                                                            | –                                                                                            | –                                                                                            | –                                                                                            | –                                                                                            | –                                                                                            | –                                                                                            |
| Світовий Тур ATP 500 (56S)              | 500                   | 300                  | 180                 | 90                                                                                           | 45                                                                                           | 20                                                                                           | 0                                                                                            | –                                                                                            | 10                                                                                           | –                                                                                            | 4                                                                                            | 0                                                                                            |
| Світовий Тур ATP 500 (32S)              | 500                   | 300                  | 180                 | 90                                                                                           | 45                                                                                           | 0                                                                                            | –                                                                                            | –                                                                                            | 20                                                                                           | –                                                                                            | 10                                                                                           | 0                                                                                            |
| Світовий Тур ATP 500 (24D)              | 500                   | 300                  | 180                 | 90                                                                                           | 45                                                                                           | 0                                                                                            | –                                                                                            | –                                                                                            | –                                                                                            | –                                                                                            | –                                                                                            | –                                                                                            |
| Світовий Тур ATP 500 (16D)              | 500                   | 300                  | 180                 | 90                                                                                           | 0                                                                                            | –                                                                                            | –                                                                                            | –                                                                                            | –                                                                                            | –                                                                                            | –                                                                                            | –                                                                                            |
| Світовий Тур ATP 250 (56S/48S)          | 250                   | 150                  | 90                  | 45                                                                                           | 20                                                                                           | 10                                                                                           | 0                                                                                            | –                                                                                            | 5                                                                                            | 3                                                                                            | 0                                                                                            | 0                                                                                            |
| Світовий Тур ATP 250 (32S/28S)          | 250                   | 150                  | 90                  | 45                                                                                           | 20                                                                                           | 0                                                                                            | –                                                                                            | –                                                                                            | 12                                                                                           | 6                                                                                            | 0                                                                                            | 0                                                                                            |
| Світовий Тур ATP 250 (24D)              | 250                   | 150                  | 90                  | 45                                                                                           | 20                                                                                           | 0                                                                                            | –                                                                                            | –                                                                                            | –                                                                                            | –                                                                                            | –                                                                                            | –                                                                                            |
| Світовий Тур ATP 250 (16D)              | 250                   | 150                  | 90                  | 45                                                                                           | 0                                                                                            | –                                                                                            | –                                                                                            | –                                                                                            | –                                                                                            | –                                                                                            | –                                                                                            | –                                                                                            |

## Завершили кар'єру
Нижче наведено список визнаних гравців (переможець турніру рівня ATP та/або член топ-100 рейтингу в одиночному або топ-50 рейтингу в парному розряді), які оголосили про завершення кар'єри або були відсторонені від змагань на поточний сезон.

## Зовнішні посилання
- Association of Tennis Professionals (ATP) World Tour official website
- International Tennis Federation (ITF) official website